# Jonas Åhlund
Jonas Åhlund, född 12 november 1979, är en svensk TV-producent och manusförfattare.
År 2006 började han arbeta som redaktör för TV-programmet Time out. Därefter har han varit manusförfattare för program som Extra! Extra!, Babben & Co med flera. Han är manusförfattaren bakom Helge Skoogs speakertexter i Halv åtta hos mig på TV4. 2010-2011 var han redaktör för Melodifestivalen i SVT. Han har producerat TV-program som Svenska Miljonärer och En Clown till Kaffet. 2016 var han producent för SVT:s intervjuserie "Toppmötet" med Fredrik Reinfeldt.
Jonas Åhlund gjorde sin debut inom ståuppkomik på nybörjarklubben BungyComedy 2007. Han har därefter uppträtt som ståuppkomiker på bland annat Stockholm Live och RAW. 
Han är kusin till Klas, Joakim och Johannes Åhlund.